# فيكتور غوتيريز (لاعب كرة الماء)
فيكتور غوتيريز (بالإسبانية: Víctor Gutiérrez)‏ هو لاعب كرة الماء إسباني، ولد في 6 مارس 1991 في مدريد في إسبانيا.

## وصلات خارجية
- الموقع الرسمي